# Маклин, Мишель
Мишель Маклин (англ. Michelle McLean; род. 31 июля 1972, Виндхук) — намибийская актриса

, писательница, благотворитель, супермодель и фотомодель; победительница конкурса красоты «Мисс Вселенная 1992 года».

## Биография
Мишель Маклин родилась 31 июля 1972 года в столице Намибии городе Виндхуке. Она вошла в мир большого модельного бизнеса в возрасте тринадцати лет, а в 1991 году она получила корону Мисс Намибия. Эта победа открыла ей дорогу на международные соревнования и в том же году девушка вошла в пятёрку лучших на конкурсе на «Мисс Мира 1991».

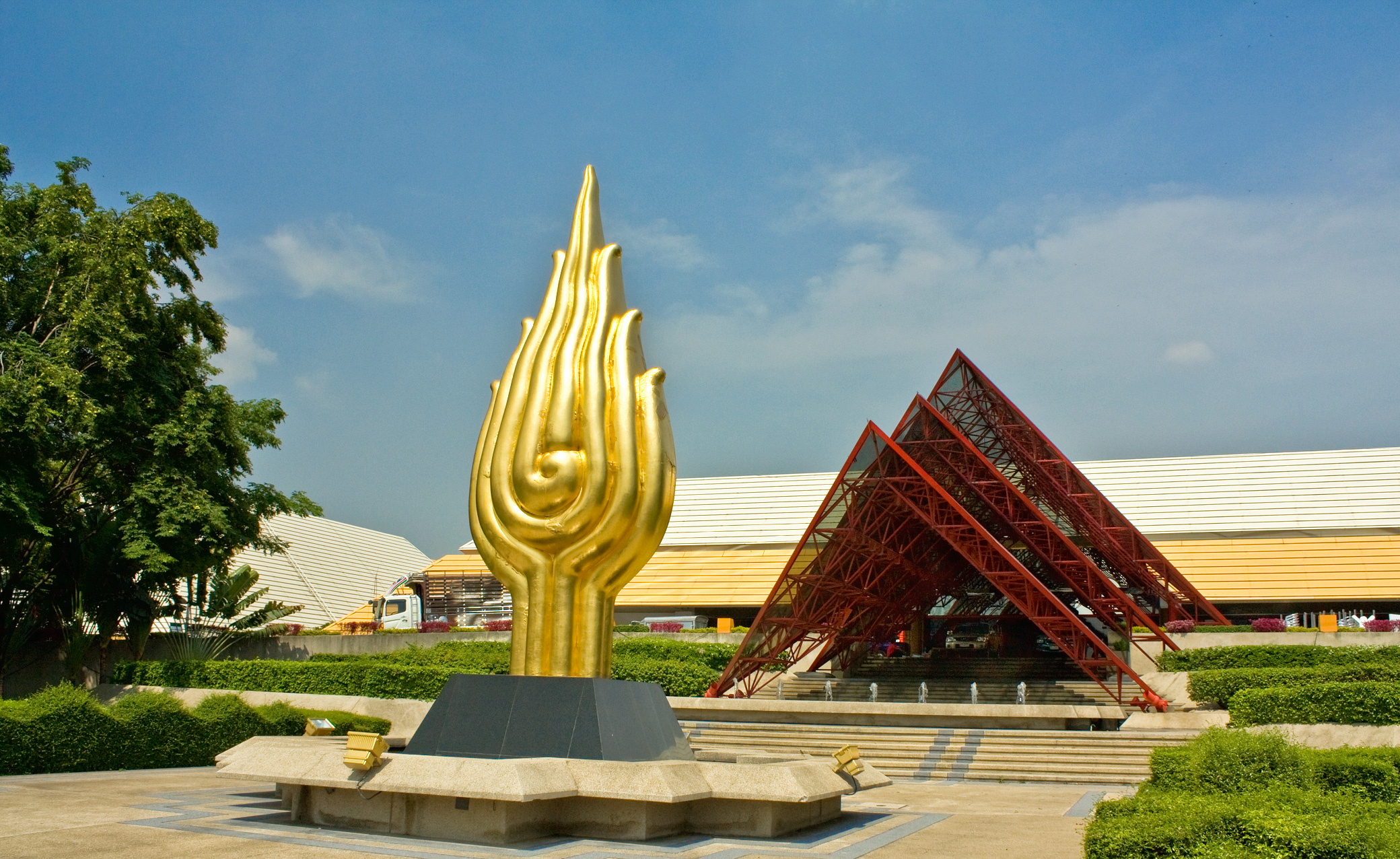
«Queen Sirikit National Convention Center»

Маклин не опустила руки и подала анкету на участие в конкурсе «Мисс Вселенная 1992 года». 41-й ежегодный конкурс красоты, проводился 8 мая 1992 года в таиландском городе Банкоке в «Queen Sirikit National Convention Center». Шоу вели Дик Кларк, Лиза Гиббонс и Анджела Виссер. За победу, помимо Мишель Маклин, соревновались 77 претенденток, но она сумела обойти их всех и стала первой намибийкой коронованной как «Мисс Вселенная».
Мишель Маклин сыграла важную роль в проведении конкурса «Мисс Вселенная» в своей стране в 1995 году. В 2009 году Мишель была соведущей конкурса «Мисс мира», который проходил в Южной Африке. В 2019 году Маклин вошла в состав отборочной комиссии конкурса «Мисс Вселенная 2018».
Детский фонд Мишель Маклин в Намибии, который занимается образованием и уходом за малообеспеченными детьми, был основан в 1992 году и собрал более 50 миллионов долларов для помощи детям в ее родной Намибии, на юге Африки. Под патронажем фонда находится, в частности, начальная школа Мишель Маклин в Намибии, в которой учатся 890 учеников.

### Личная жизнь
М. Маклин вышла замуж за Нила Бирбаума и 1999 году у них родился сын Люк Маклин Бирбаум, но в 2006 году их брачный союз был расторгнут по обоюдному согласию. 9 марта 2013 года она повторно вышла замуж за вратаря именитого английского футбольного клуба «Манчестер Юнайтед» Гари Ричард Бейли (завершил карьеру футболиста в 1990 году).